# Пескара (река)
Песка́ра (в верхнем течении Ате́рно; итал. Pescara, Aterno) — река в Италии. Длина составляет 152 км. Имеет наибольшую площадь водосбора среди всех рек, впадающих в Адриатическое море к югу от Рено.
В верховье протекает через город Л’Акуила, главный город региона Абруцци, и руины древнеримского города Амитернум. Впадает в Адриатическое море вблизи города Пескара.
Судоходна только в устье. Из-за засухи летом 2007 года возникали нарушения водоснабжения города Пескара.